# Cyclophora ruberrima
Cyclophora ruberrima là một loài bướm đêm trong họ Geometridae.